# 大山豊 (音響効果)
大山 豊（おおやま ゆたか、1960年5月11日 - ）は、音響効果の専門家で、テレビの選曲・音響効果会社スポット常務取締役である。静岡県出身。血液型はB型。
日本大学生産工学部を卒業し、1989年12月スポットに入社。

## 担当番組

### 現在の担当番組
- たけしの健康エンターテインメント!みんなの家庭の医学（ABC朝日放送）
- マンフト（フジテレビ）

### 過去の担当番組
- ワーズワースの庭で（フジテレビ）
- ワーズワースの冒険（フジテレビ）
- 猛烈アジア太郎（フジテレビ）
- 中村雅俊のゼッタイ!知りたがり（フジテレビ）
- 人気者でいこう!（ABC朝日放送）
- 世界痛快伝説!!運命のダダダダーン!（ABC朝日放送）
- 世界痛快伝説!!運命のダダダダーン!Z（ABC朝日放送）
- 人生の楽園（テレビ朝日）
- 旅の香り（テレビ朝日）
- 最終警告!たけしの本当は怖い家庭の医学（ABC朝日放送）
- 近未来×予測テレビ ジキル&ハイド（ABC朝日放送）
- キャくれ家・キャくらん（ABC朝日放送）